# 粟奕倩
粟奕倩（1962年11月6日—2000年8月25日），東吳大學中國文學系畢業，曾主持華視電視教學節目《莒光園地》與《每日一字》，是中華民國國軍官兵最熟悉的主持人之一。
熱愛傳統戲曲。2000年5月，感到頭疼而未加以注意。2000年8月25日，因腦溢血遽逝於台北市立萬芳醫院。

## 獎項紀錄
| 年份   | 頒獎典禮     | 獎項             | 節目               | 結果 |
| ------ | ------------ | ---------------- | ------------------ | ---- |
| 1999年 | 第24屆金鐘獎 | 兒童節目主持人獎 | 《剪刀、石頭、布》 | 提名 |